# Nilwood
Nilwood és una població dels Estats Units a l'estat d'Illinois. Segons el cens del 2000 tenia 284 habitants.

## Demografia
Segons el cens del 2000, Nilwood tenia 284 habitants, 107 habitatges, i 80 famílies. La densitat de població era de 233,3 habitants/km².
Dels 107 habitatges en un 35,5% hi vivien nens de menys de 18 anys, en un 62,6% hi vivien parelles casades, en un 5,6% dones solteres, i en un 25,2% no eren unitats familiars. En el 19,6% dels habitatges hi vivien persones soles el 9,3% de les quals corresponia a persones de 65 anys o més que vivien soles. El nombre mitjà de persones vivint en cada habitatge era de 2,65 i el nombre mitjà de persones que vivien en cada família era de 3,01.
Per edats la població es repartia de la següent manera: un 26,4% tenia menys de 18 anys, un 7,4% entre 18 i 24, un 29,2% entre 25 i 44, un 23,9% de 45 a 60 i un 13% 65 anys o més.
L'edat mediana era de 37 anys. Per cada 100 dones de 18 o més anys hi havia 99 homes.
La renda mediana per habitatge era de 32.386 $ i la renda mediana per família de 34.750 $. Els homes tenien una renda mediana de 27.250 $ mentre que les dones 15.000 $. La renda per capita de la població era de 12.365 $. Aproximadament l'11,7% de les famílies i el 16,7% de la població estaven per davall del llindar de pobresa.

## Poblacions més properes
El següent diagrama mostra les poblacions més properes.